# Tanusia signata
Tanusia signata är en insektsart som beskrevs av Vignon 1923. Tanusia signata ingår i släktet Tanusia och familjen vårtbitare. Inga underarter finns listade i Catalogue of Life.